# Civiltà in bagno
Civiltà in bagno (Clean and Decent) è un libro scritto da Lawrence Wright che propone la storia del bagno, sia della pratica dei lavaggi sia degli strumenti e dei luoghi preposti per un tale fine, partendo dalle civiltà cretese, mesopotamica, della valle dell'Indo e dell'antico Egitto. Inoltre l'autore svolge una carrellata storica anche degli accessori ruotanti attorno al bagno, delle abitudini e delle mode che hanno influenzato gli usi e i costumi affini all'igiene personale.

## Contenuti
La storia, per scelta dell'autore, non arriva fino ai giorni di pubblicazione, ma si ferma ai primi decenni del Novecento.
La storia del bagno evidenzia sorprendenti sali e scendi epocali, dal punto di vista della qualità degli strumenti e degli impianti utilizzati per i lavaggi. Ad esempio, la prima vasca da bagno, risalente al 1700 a.C. è stata rintracciata a Creta, e non è per nulla casuale, visto che la civiltà minoica è risultata notevolmente evoluta per quanto riguarda gli impianti igienici e la tecnica idraulica.
Se nell'antica Grecia il bagno è un complemento dell'attività fisica, a Roma, invece, diventa un dovere sociale, mentre la chiesa anticamente condanna il bagno: San Benedetto invita i suoi seguaci a lavarsi di rado, e nel 745 San Bonifacio proibisce dapprima il bagno promiscuo e poi quello pubblico, che torna in auge solo grazie ai crociati e alla loro esperienza del bagno turco, con successi e diffusione altalenanti.
Dopo alcuni secoli nei quali predomina la tendenza antigienica, intorno al 1700, si diffonde il bisogno di utilizzare i lavaggi a fini curativi nei luoghi specifici chiamati stazioni termali. Ancora nel XVIII secolo il bagno è una cosa piuttosto rara, però almeno si iniziano ad installare fognature e water-closets. Intorno al 1724, quando la scienza si stava allontanando dalla magia, il dottor George Cheyne raccomanda la rasatura del volto e della testa, di lavare, grattare i piedi e di tagliarsi le unghie, e di usare anche il sapone per i massaggi e gli sfregamenti.
Nel 1779 viene proposta per la prima volta, dal dottor Domenicetti, la doccia, e anche il water-closets assume una importanza e una ubicazione diverse a seconda dei contesti storici-culturali: se Luigi XIV riceve abitualmente i suoi interlocutori anche in quei momenti, nel corso dei secoli il gabinetto acquista un suo spazio in un ambiente su misura. Se Marat soleva trascorrere lunghi periodi della giornata dentro la vasca, per motivi di salute, i vertici della chiesa, invece, invitano a non perdere molto tempo nel bagno. Solo dopo la prima guerra mondiale vi è stata l'invasione di apparecchi igienici smaltati che hanno reso il bagno dell'epoca simile a quello odierno.

## Edizioni
- Lawrence Wright, La civiltà in bagno, Garzanti, 1960,  pp.361 , cap.18.